# Zibido San Giacomo
Zibido San Giacomo (Zìbid in dialetto milanese) è un comune italiano di 6 635 abitanti della città metropolitana di Milano in Lombardia.

## Storia
Nel luogo in cui oggi sorge il comune di Zibido San Giacomo un tempo vi erano numerosi borghi distinti. Per questo motivo il comune ha tante frazioni e località. Il centro principale di Zibido San Giacomo è l'antico comune che porta il medesimo nome. Tale comune s'è sempre basato su 2 borgate distinte: Zibido e San Giacomo. Il primo borgo è il più antico dei due. Zibido risale all'epoca dei longobardi, infatti sul suo territorio risiedeva la tribù longobarda dei Gepidi.
Il primo testo che menziona il villaggio di Zibido risale al 1176, anche se vi sono documenti risalenti ad un secolo precedente che nominano luoghi oggi frazioni di Zibido San Giacomo. Dal 1484 al 1794 i luoghi dell’odierno comune passano da un feudatario all'altro, finendo poi quasi tutti parte del feudo di Mettone dei marchesi Molinari. Nel 1757 il catasto teresiano segna nei territori dell'odierno comune una quindicina di comuni autonomi: Zibido San Giacomo con 130 abitanti, San Novo, San Pietro Cusico, Vigonzino, Cassina Pelucca, Moirago, Pioltino, Mandrugno, Femegro e Viano. Alcuni di questi erano formati solo da una o più cascine. Un primo tentativo di razionalizzazione amministrativa fu operato da Napoleone che unì Zibido, allora popolata da 290 persone, e molti altri comuni a San Pietro Cusico. Nel 1786 Zibido fu inserito nella provincia di Pavia.
Nel 1844 questi comuni vengono ridotti a 4: Zibido San Giacomo, San Novo, San Pietro Cusico e Vigonzino. All'unità d'Italia nel 1859, Zibido San Giacomo aveva ai confini dell'epoca 588 abitanti, mentre al primo censimento nazionale del 1861 ne venivano registrati 583. Nel 1870 i comuni di San Novo, San Pietro Cusico e Vigonzino vengono soppressi ed inglobati in quello di Zibido San Giacomo. Il comune, che è sempre stato di carattere rurale, è oggi inserito nel Parco Agricolo Sud Milano. Il territorio di Zibido San Giacomo è sempre stato prettamente agricolo e ricco di cascine.
Nel 1965 il comune di Binasco acquisì la frazione di Badile da Zibido San Giacomo che se ne pentì subito e la riprese nel 1969.

### Simboli
Lo stemma comunale e il gonfalone sono stati concessi con decreto del presidente della Repubblica del 22 luglio 1982.
Non è chiara l'origine dello stemma del comune: potrebbe derivare, con alcune varianti, da quello della famiglia Sala di Milano (fasciato d'oro e d'azzurro), che un tempo aveva istituito in questo territorio una sua particolare Opera Pia.
Il gonfalone è un drappo partito di bianco e di azzurro.

### Architetture religiose

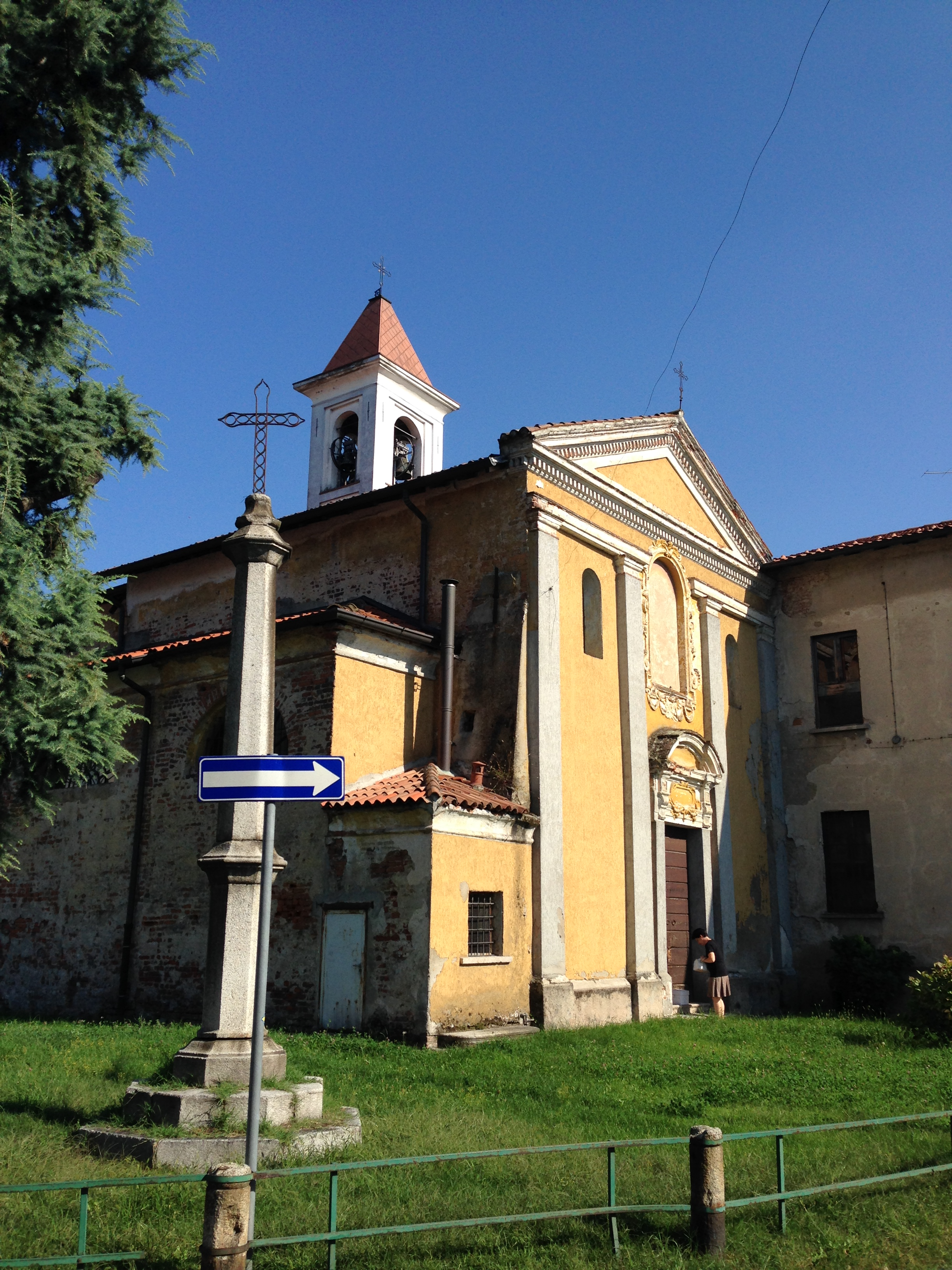
Chiesa di Santa Maria Assunta

## Monumenti e luoghi d'interesse

### Architetture religiose[14]

#### Chiesa di Santa Maria Assunta
La chiesa di Santa Maria Assunta, situata in località Zibido è una graziosa chiesa ex parrocchiale edificata nel Quattrocento di cui conserva ancora buona parte della struttura. L'interno fu decorato successivamente con affreschi del '700. Di pregevole fattura la cappella della Madonna del Rosario, restaurata nel 2014 grazie a fondi regionali ed europei. Notevole è l'organo sovrastante l'ingresso della chiesa, che necessita di un restauro. Sul sagrato è presente una croce in ferro su una colonna in serizzo collocata su un basamento a gradini in granito, che riporta incisa la data di costruzione del 1729. Il monumento sta a indicare che in origine attorno alla chiesa era presente un cimitero. Oggi sul prato si trova collocata la pietra miliare che anticamente si trovava dall'altro lato della strada, indicando le direzioni per Moirago e per San Pietro Cusico.

#### Chiesa di San Giacomo
La parrocchiale di San Giacomo, presso la piazza del municipio, è la presenza artistica ed architettonica più importante della zona. Un edificio religioso era qui presente già dal XII secolo, ma l'edificio attuale è opera di un ignoto quanto notevole architetto del Rinascimento. L'interno rileva una cospicua decorazione a fresco d'epoca. Attorno all'abside è collocato il cinquecentesco coro ligneo a 20 stalli originari, di cui uno è andato perduto. Il coro è stato restaurato nel 2014 grazie a fondo europei e regionali. Al centro sovrasta la porta che conduce in sagrestia l'emblema dei carmelitani con il monte Carmelo che un tempo abitavano il convento soppresso alla fine del Settecento. Di pregevole fattura la seconda cappella a destra con l'affresco di San Giacomo e probabilmente sant'Alberto a destra. In centro in origine doveva essere la Madonna dei carmelitani, di cui si intravede parte delle rocce del monte Carmelo, ai lati della nicchia costruita nel Seicento, assieme agli stucchi barocchi che coprirono i sottostanti affreschi cinquecenteschi, solo in parte visibili grazie all'attento e accurato restauro. La prima cappella di sinistra ospita un affresco con il battesimo di Gesù nel fiume Giordano, molto rovinato e necessita di un restauro. 
Sul sagrato è presente il sarcofago in Serizzo che la leggenda vuole contenesse le spoglie di San Giacomo portate da Gerusalemme a Santiago de Compostella nel 512 da Sant'Eustorgio. Accanto si trova una colonna in granito rosa sormontata da una croce in ferro, innalzata nel 1630 per aver evitato l'epidemia di peste in corso in Lombardia.

#### Chiesa dei Santi Vincenzo e Bernardo
La piccola chiesa parrocchiale dei Santi Vincenzo e Bernardo è uno dei gioielli del comune. Costruita ai primi del Seicento, presenta un interno suggestivamente affrescato. Una lapide ricorda i benefattori di un restauro eseguito nel 1829, fra cui si ricordano i Salterio, i Melzi d'Eril ed i Visconti di Modrone.

#### Chiesa della Natività di Maria
La piccola chiesa parrocchiale della Natività (edificata nel 1533), in località Badile, è divenuta famosa localmente soprattutto per annoverare tra le proprie opere anche una Sacra Famiglia della cerchia del Botticelli.

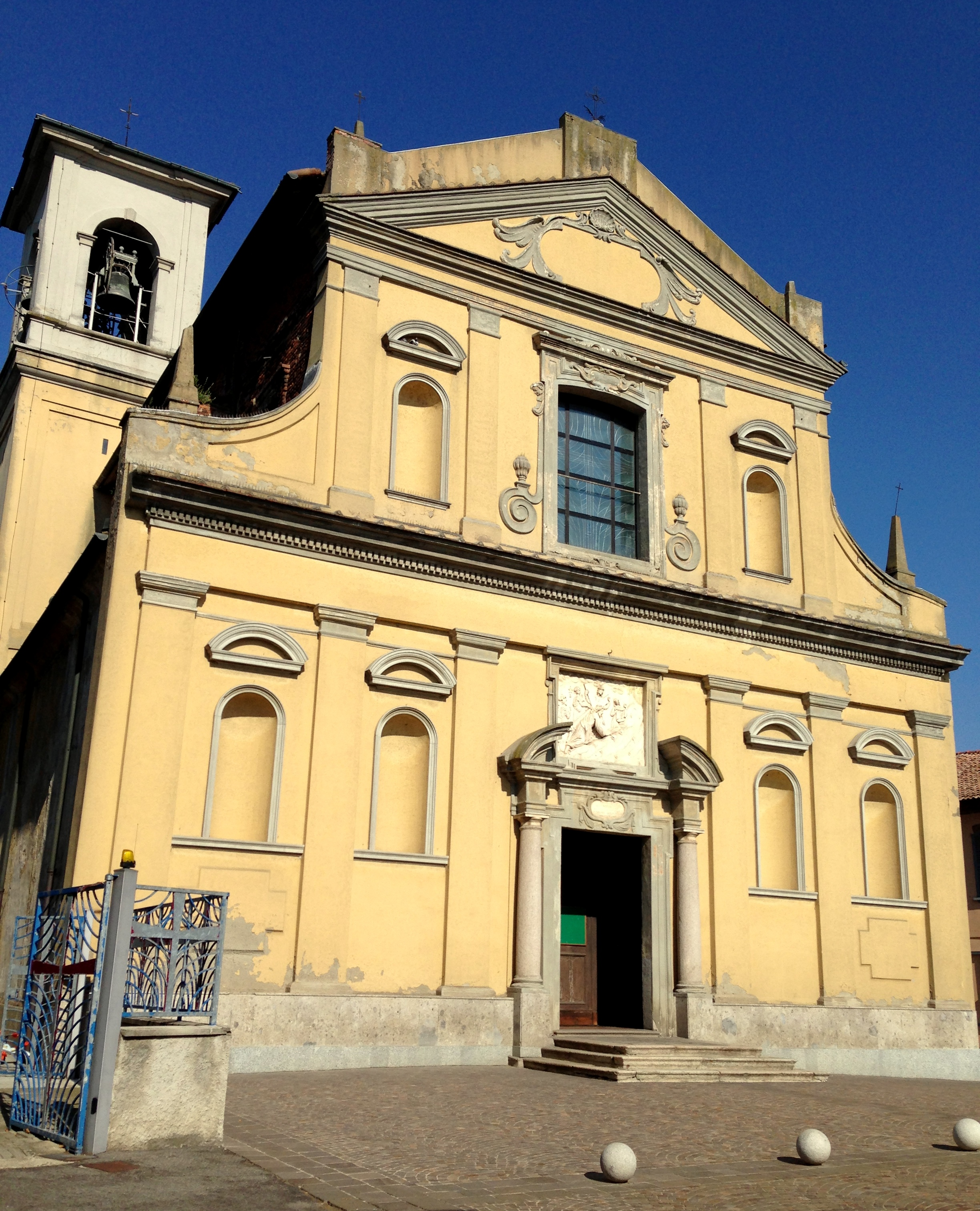
Chiesa di San Pietro Cusico

#### Chiesa di San Pietro
Situata in località San Pietro, conserva un portale del Settecento.
Dal sagrato si accede all'interno salendo tre gradini in granito rosa che riportano incisa la data di costruzione (1797). All'interno è pregevole la cappella dedicata alla Madonna, che la tradizione locale vuole abbia versato lacrime quando un parroco volle coprire gli antichi affreschi. Al centro dell'altare maggiore si staglia il tabernacolo intarsiato in noce e in madreperla, dono dei certosini che un tempo possedevano vasti fondi nella zona.

### Edifici notevoli

#### Palazzina Pusterla Busca Pozzi detta "Ca' Grande"
La Palazzina Pusterla Busca Pozzi si trova all'interno della corte principale della Cascina Ca' Grande. La cascina è costituita da un elegante torre merlata in cotto con portone d'ingresso, attraverso il quale si entra nella corte principale, dove spicca sul prato un elegante edificio del '400, nato probabilmente come casino di caccia. L'interno conserva affreschi del primo Cinquecento raffiguranti scene cortesi e gli emblemi della famiglia Pusterla che ne fu la prima proprietaria.

#### Cascina San Giovanni, detta Castelletto
In località Zibido si trova la cascina San Giovanni, denominata anche Castelletto, costituita da una casa torre del Cinquecento restaurata che spicca sul prato circostante. L'edificio è su tre livelli con finestre a sesto acuto in cotto. Superato il ponticello d'ingresso e la cancellata in ferro si trovano sulla destra le case dei contadini in mattoni a vista completamente restaurate e a sinistra la vecchia stalla ora ristrutturata. Il nome popolare Castelletto suggerisce forse la presenza di un'antica fortificazione medioevale preesistente.

#### Cascina Femegro
La Cascina Femegro, situata fra Zibido e Noviglio, è una costruzione rinascimentale sorta sulle rovine del XII secolo di quello che doveva essere un edificio fortificato. Quattro torrette delimitano gli angoli della corte della cascina, in cui si trova un graffito che porta la data 1426. Essa costituisce un buon esempio di cascina fortificata. Nel 1700 era comune autonomo. La cascina è oggi una fattoria didattica, rinomata per la presenza della mungitura meccanizzata, della ruota metallica del mulino ben visibile anche dall'esterno e per la piccola ma graziosissima cappella dedicata a Sant'Anna che si trova al piano terra di una delle quattro torrette. Oltre a una statua della Madonna in centro all'altare, attorniata da altre reliquie, è notevole una rappresentazione di Maria Bambina custodita sotto una teca di vetro a destra dell'altare. Nel mese di maggio i fedeli zibidesi si riuniscono nella cappella per recitare il rosario insieme col parroco.

#### Le cascine di Zibido San Giacomo
Zibido San Giacomo, data la sua storia agricola, è sempre stata molto ricca di mulini e cascine. Molte di esse oggi sono oggetto di un piano di recupero, tra esse ricordiamo: 
- Cascina Ca' Grande: Si trova a Zibido San Giacomo. Al suo interno è presente la Palazzina Pusterla Busca Pozzi detta appunto Ca' Grande. Da oltre cinquant'anni è sede dell'azienda agricola ZIPO, che vende direttamente prodotti a filiera corta, tra cui riso, latte e formaggi prodotti nel caseificio realizzato nella vecchia stalla.
- Cascina Santa Marta: è una delle cascine più antiche. Oggi è una cooperativa ed in essa vive una comunità di Memores Domini. Questa cascina è una "farmer market", poiché ha uno spaccio che vende al dettaglio direttamente al consumatore i prodotti dell'azienda. Si trova presso Moirago.
- Cascina Pioltino: è sede dell'Agriturismo Pioltino, realizzato nella vecchia stalla finemente restaurata. All'esterno della cascina è presente la ghiacciaia, una collinetta sormontata da alberi ed edera sulla cui sommità si trova una porta in legno che conduce al centro di una grossa cavità, entro cui si conservavano i prodotti deteriorabili che dovevano stare al freddo, insieme con ghiaccio e paglia sul fondo, per mantenere basse temperature. Entrando nella corte principale, la casa padronale è a destra, mentre la stalla del bestiame, ancora presente, è a sinistra. Nella piccola stalla a destra ci sono caprette e asini. Le galline razzolano ancora sull'aia.
- Cascina Salterio:[17] impropriamente definita Salterio, dal nome degli ultimi proprietari, la cascina in realtà costituiva fin dal 1300 il podere di Moirago,[18] in consegna alla famiglia Del Conte. Elisabetta Del Conte sposa Francesco Caimi e i loro discendenti manterranno il possesso del fondo di Moirago fino al 1837, quando il conte Filippo Ala Ponzone, figlio della marchesa Caimi Bagliotti Ciceri Ala Ponzone, lo concederà prima in affitto a Luigi Salterio per poi venderglielo. La famiglia Salterio, ancora oggi, ne è in parte proprietaria. Entrando nella grande corte d'onore si ha sulla destra lo stallone, sede del Museo Salterio, Officina del gusto e del paesaggio, a sinistra le case dei salariati e in fondo padroneggia la villa Caimi-Salterio, dietro la quale spiccano gli alti alberi del giardino storico. La facciata dell'edificio principale è adornata da busti in cotto, raffiguranti Leonardo da Vinci, Cesare Beccaria e Alessandro Manzoni.[19] In giardino si trova la ghiacciaia, la limonaia e il laghetto, sul quale si affaccia la pila. Completano la cascina la porcilaia e la latteria, dietro la corte del fattore, con torretta adibita a piccionaia, oggi interessata da un piano di recupero che possa portare l'intero complesso al suo antico splendore. La famiglia Salterio, sulle orme del villaggio industriale di Crespi d'Adda, volle riproporre un villaggio agricoli autosufficiente, costruendo dall'altra parte del naviglio, due grandi caseggiati per i salariati, l'asilo infantile Salterio, per i figli dei salariati, la scuola elementare in piazza davanti alla chiesa e su un proprio terreno fece costruire poco discosto dalla chiesa il cimitero, all'interno del quale troneggia l'imponente cappella gentilizia della famiglia Salterio, entro la quale riposano tutti i componenti della numerosa famiglia proprietaria di tutto il fondo di Moirago.
- Cascina Carcana: si trova presso San Pietro Cusico ed è sede di un insediamento di cicogne bianche, che nidificano annualmente nei loro nidi qui presenti.
- Cascina Stolfina: si trova presso Badile.
- Cascina Moggio: si trova presso San Novo.
- Cascina Cento Pertiche: si trova presso Zibido.
- Cascina Camuzzana: si trova presso San Novo.
- Cascina San Novo: si trova presso San Novo
- Cascine Vigonzino e Vigonzone: erano due grosse cascine che un tempo formavano il comune autonomo di Vigonzino che nel 1870 si unì a Zibido San Giacomo.
- Cascina Viano: nel 1700 era comune autonomo.
- Cascina Negri.
- Cascina Luisa: si trova presso Zibido ed è stata oggetto di un piano di recupero residenziale

## Società

### Evoluzione demografica
- 130 nel 1751
- 138 nel 1771
- 290 nel 1805
- annessione a San Pietro Cusico nel 1809
- 575 nel 1853 dopo annessione di Mandrugno e Viano
- 588 nel 1859
- 583 nel 1861
- 2102 nel 1871 dopo annessione di San Novo, San Pietro Cusico e Vigonzino con Badile e Moirago

Abitanti censiti

## Geografia antropica
Secondo l'ISTAT, il territorio comunale comprende il centro abitato di Zibido San Giacomo, composto dalla frazione Zibido e dalla sede comunale di San Giacomo, le frazioni di Badile, Moirago, San Pietro Cusico e San Novo, oltre alle località di Stolfina, quartiere Rinascita e le cascine Carcana, Casiglio, Gabirano, Pioltino, San Francesco e Viano.

## Infrastrutture e trasporti
Zigò è un percorso ciclabile che si sviluppa nelle campagne del comune di Zibido San Giacomo, all'interno del Parco Agricolo Sud Milano.
Si tratta di un itinerario ad anello di circa 20 km. Il punto di partenza e di arrivo è presso il MUSA (Museo Salterio - Officina del Gusto e del Paesaggio) nella frazione di Moirago dove è possibile noleggiare le biciclette.
Il percorso costeggia per circa 2 km il Naviglio Pavese fino alla frazione di Badile dove vira ad ovest tra campi, risaie e fattorie. Prosegue poi verso il centro di Zibido, prima di dirigersi verso i Laghi Carcana dove sono presenti tavoli per pic-nic. Attraverso vie rurali torna nuovamente al Musa.
Lungo il percorso sono presenti diverse attività agricole dove è possibile effettuare degustazioni, visite guidate o acquistare prodotti locali.
Zigò è un percorso interamente pianeggiante, fatta eccezione per i due cavalcavia sull'autostrada Milano-Genova. Il tracciato si svolge su piste ciclo-pedonali, strade bianche o strade secondarie con scarso passaggio di veicoli. Il fondo è asfaltato o sterrato ed è adatto a ogni tipo di bicicletta. Questo percorso è quindi adatto a tutti e si può compiere nella sua interezza in circa tre ore con una andatura tranquilla.
La mappa del percorso e il libretto con le informazioni sulle attività presenti lungo il tracciato sono scaricabili online (scarica la mappa del percorso, scarica il libretto delle attività) oppure sono disponibili in forma cartacea presso le strutture ricettive del paese, in municipio o nella biblioteca civica.
Per permettere una maggiore conoscenza del territorio, lungo il tracciato sono stati collocati 8 codici QR (presenti anche sulla mappa). Inquadrandoli con il proprio smartphone si potrà accedere ad approfondimenti su diverse tematiche inerenti alla storia e al paesaggio di Zibido.
Il MUSA, punto di partenza dell'itinerario, si trova a pochi kilometri da Milano. In auto lo si raggiunge percorrendo la SP35 fino all'abitato di Rozzano. Attraversato il naviglio si noterà un ampio parcheggio sulla sinistra e l'edificio del museo sulla destra. In bici lo si può raggiungere dalla stazione della MM2 di Assago Milanofiori Forum che si trova a soli 4,5 km, procedendo lungo la ciclabile del Naviglio Pavese per circa 20 minuti.
Zigò è ben integrato anche con altre piste ciclabili della zona. La ciclabile del Naviglio Pavese che collega Milano a Pavia interseca Zigò in corrispondenza del Musa. L'itinerario Camminando sull'Acqua che collega Badile a Gaggiano lo interseca in vari punti. Grazie a questo collegamento è possibile raggiungere il Naviglio Grande nel comune di Gaggiano e da lì proseguire verso la Darsena (13 km) o Abbiategrasso (10 km).

## Amministrazione
| Periodo | Periodo   | Primo cittadino          | Partito                        | Carica  | Note   |
| ------- | --------- | ------------------------ | ------------------------------ | ------- | ------ |
| 1985    | 1990      | Luigi Canella            | Partito Comunista Italiano     | Sindaco | [ 22 ] |
| 1990    | 1995      | Luigi Cucinotta          | Partito Comunista Italiano     | Sindaco | [ 22 ] |
| 1995    | 1998      | Giuseppe Castronovo      | Lista civica                   | Sindaco | [ 22 ] |
| 1998    | 2003      | Gianmario Savoia         | Lista civica Obbiettivo Comune | Sindaco | [ 22 ] |
| 2003    | 2008      | Gianmario Savoia         | Lista civica Obbiettivo Comune | Sindaco | [ 22 ] |
| 2008    | 2013      | Pierino Garbelli         | Lista civica Obbiettivo Comune | Sindaco | [ 22 ] |
| 2013    | 2018      | Pierino Garbelli         | Lista civica Obbiettivo Comune | Sindaco | [ 22 ] |
| 2018    | 2023      | Sonia Margherita Belloli | Lista civica Noi cittadini     | Sindaco | [ 22 ] |
| 2023    | in carica | Sonia Margherita Belloli | Lista civica Noi cittadini     | Sindaco | [ 22 ] |